# Vespa erythrocephala
Vespa erythrocephala är en getingart som beskrevs av Gmeling 1790. Vespa erythrocephala ingår i släktet bålgetingar, och familjen getingar. Inga underarter finns listade i Catalogue of Life.